# Chevagny-les-Chevrières
Chevagny-les-Chevrières è un comune francese di 648 abitanti situato nel dipartimento della Saona e Loira nella regione della Borgogna-Franca Contea.

## Società

### Evoluzione demografica
Abitanti censiti